# Sofie Hawinkel
Sofie Hawinkel (16 januari 1995) is een Belgisch voormalig volleybalster.

## Levensloop
Hawinkel speelde bij de jeugdteams van Revoka Stevoort en Kivola Riemst. Als speelster van laatstgenoemde club werd ze in 2012 verkozen tot 'beste jongere' en in seizoen 2014-15 maakte ze er haar debuut in de Eredivisie, waar het team zich wist te handhaven. In de zomer van 2016 ging zij over naar Datovoc Tongeren, alwaar ze de fusie met Jaraco As meemaakte, alsook de omvorming naar Jaraco LVL Genk. Bij deze club beëindigde ze in 2022 haar spelerscarrière.
In 2013 kwam zij uit bij het wereldkampioenschap voor jongeren. In april 2015 werd ze geselecteerd voor de Belgische nationale ploeg (Yellow Tigers).
Hawinkel is afgestudeerd als kinesist. Met haar school (AUHL) won ze in maart 2015 de Vlaamse studententitel.